# Diadalív (építészeti elem)

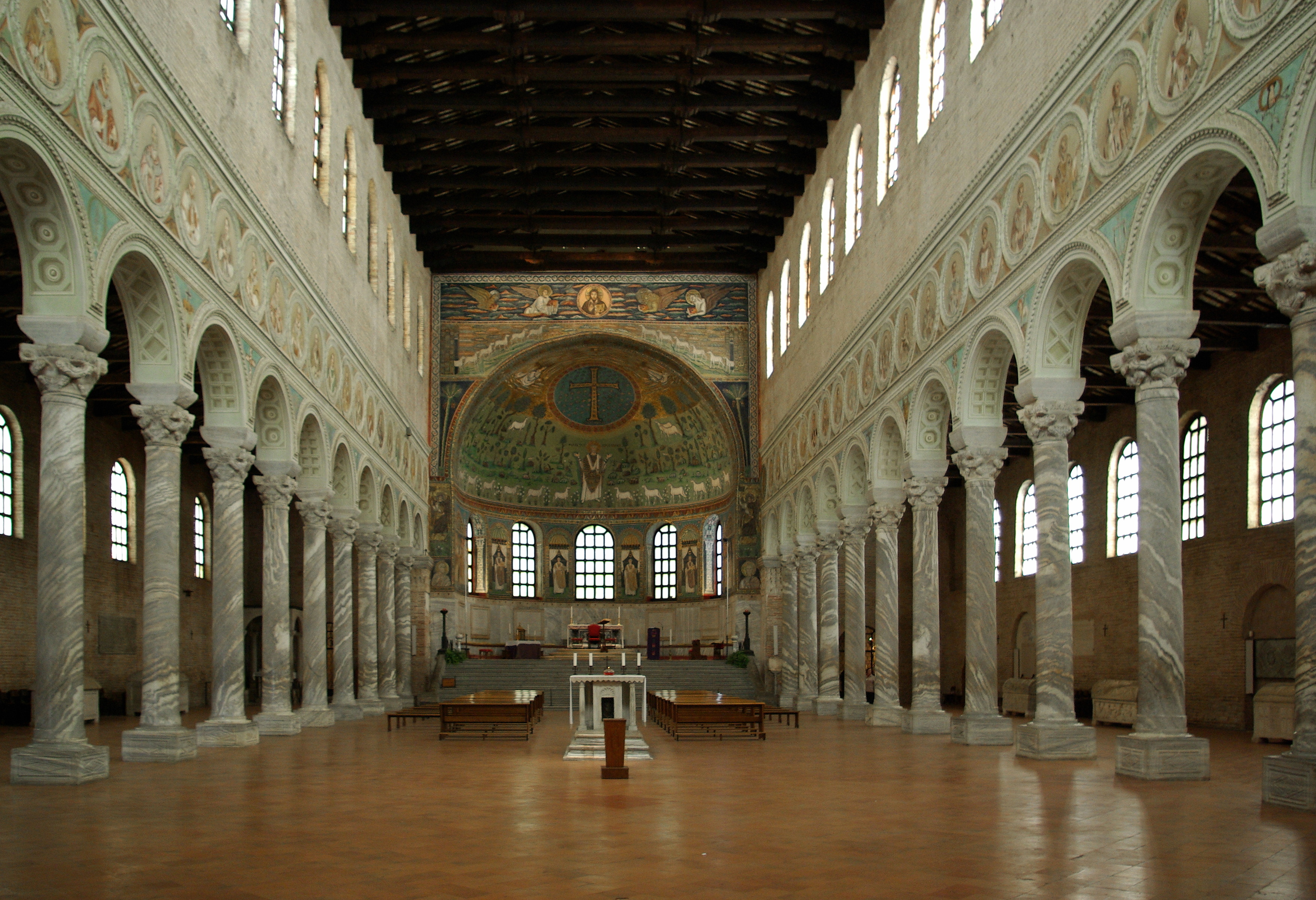
A ravennai San Apollinare in Classe diadalíve az apszissal.

A diadalív az ókeresztény és középkori bazilikák azon boltíve, amely elválasztja a főhajót a szentélytől. Általában a diadalmas Krisztus ábrázolásával látták el, innen kapta elnevezését. Szerkezete és díszítési rendszere az antik épülettípustól (diadalkapu) származtatható. Szimbolikus szerepe van, gyakran az egész épületbelső ikonográfiai programját is meghatározza.